# Campionat d'Europa d'handbol femení
|  | Aquest article és sobre la competició femenina. Per a la competició masculina, vegeu Campionat d'Europa d'handbol masculí |

El Campionat d'Europa d'handbol femení (oficialment en anglès: European Women's Handball Championship) és una competició esportiva de handbol de seleccions nacionals a nivell europeu, creat l'any 1994. De caràcter bianual, està organitzat per la Federació Europea d'Handbol (EHF). Hi participen 16 equips organitzats en quatre grups. La competició es disputa en dues fases: una primera en format de sistema de tots contra tots, i una segona, en format d'eliminatòries de quarts de final, semifinal i final.
La competició està dominada per les selecciones nòrdiques, destacant la selecció noruega amb nou títols, i la selecció danesa amb tres. Hongria (2000), Montenegro (2012) i França (2018) són les altres seleccións que han guanyat la competició. La selecció espanyola ha aconseguit dos subcampionats d'Europa (2008, 2014).

## Historial
| En negreta = Selecció campiona (prò.) = Pròrroga (p.) = Penals |

| I    | 1994 | Dinamarca  | 27–23        | Alemanya      | Noruega       | 24–19        | Hongria    | Alemanya                                |       |
| II   | 1996 | Dinamarca  | 25–23        | Noruega       | Àustria       | 30–23        | Alemanya   | Dinamarca                               |       |
| III  | 1998 | Noruega    | 24–16        | Dinamarca     | Hongria       | 30–24        | Àustria    | Països Baixos                           |       |
| IV   | 2000 | Hongria    | 32–30 (prò.) | Ucraïna       | Rússia        | 21–16        | Romania    | Romania                                 |       |
| V    | 2002 | Dinamarca  | 25–22        | Noruega       | França        | 27–22        | Rússia     | Dinamarca                               |       |
| VI   | 2004 | Noruega    | 27–25        | Dinamarca     | Hongria       | 29–25        | Rússia     | Hongria                                 |       |
| VII  | 2006 | Noruega    | 27–24        | Rússia        | França        | 29–25        | Alemanya   | Suècia                                  |       |
| VIII | 2008 | Noruega    | 34–21        | Espanya       | Rússia        | 24–21        | Alemanya   | Macedònia                               | [ 2 ] |
| IX   | 2010 | Noruega    | 25–20        | Suècia        | Romania       | 16–15        | Dinamarca  | Dinamarca/Noruega                       |       |
| X    | 2012 | Montenegro | 34–31 (prò.) | Noruega       | Hongria       | 41–38 (prò.) | Sèrbia     | Sèrbia                                  |       |
| XI   | 2014 | Noruega    | 28–25        | Espanya       | Suècia        | 25–23        | Montenegro | Hongria/Croàcia                         | [ 3 ] |
| XII  | 2016 | Noruega    | 30–29        | Països Baixos | França        | 25–22        | Dinamarca  | Suècia                                  |       |
| XIII | 2018 | França     | 24–21        | Rússia        | Països Baixos | 24–20        | Romania    | França                                  |       |
| XIV  | 2020 | Noruega    | 22–20        | França        | Croàcia       | 25–19        | Dinamarca  | Dinamarca                               |       |
| XV   | 2022 | Noruega    | 27–25        | Dinamarca     | Montenegro    | 27–25 (prò.) | França     | Eslovènia/Macedònia del Nord/Montenegro |       |
| XVI  | 2024 |            |              |               |               |              |            | Hongria/Suïssa/Àustria                  |       |

## Medaller
| Selecció nacional | Or | Argent | Bronze | Total |
| ----------------- | -- | ------ | ------ | ----- |
| Noruega           | 9  | 3      | 1      | 13    |
| Dinamarca         | 3  | 3      | 0      | 6     |
| França            | 1  | 1      | 3      | 5     |
| Hongria           | 1  | 0      | 3      | 4     |
| Montenegro        | 1  | 0      | 1      | 2     |
| Rússia            | 0  | 2      | 2      | 4     |
| Espanya           | 0  | 2      | 0      | 2     |
| Suècia            | 0  | 1      | 1      | 2     |
| Països Baixos     | 0  | 1      | 1      | 2     |
| Alemanya          | 0  | 1      | 0      | 1     |
| Ucraïna           | 0  | 1      | 0      | 1     |
| Àustria           | 0  | 0      | 1      | 1     |
| Romania           | 0  | 0      | 1      | 1     |
| Croàcia           | 0  | 0      | 1      | r     |